# Stellaria media

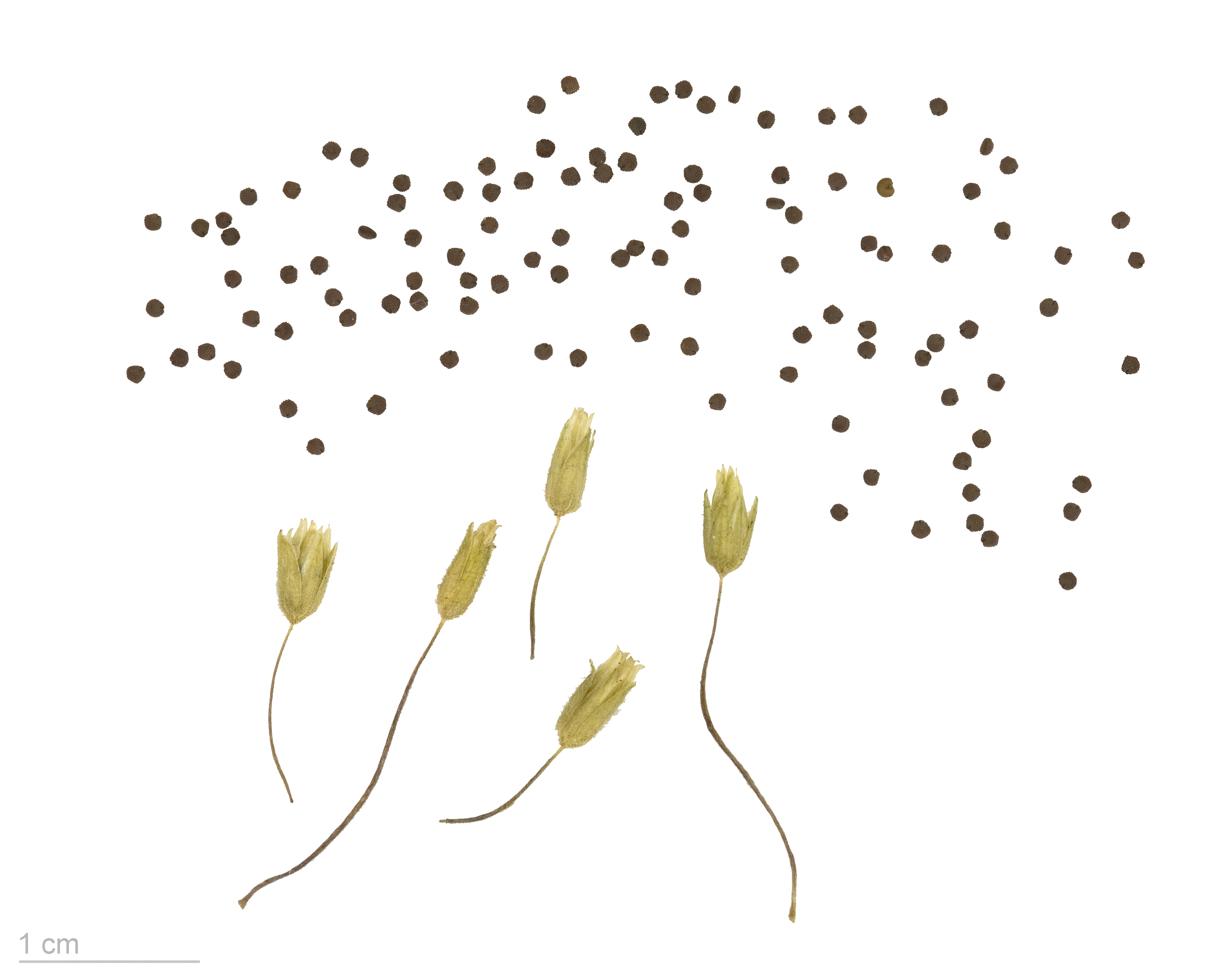
Stellaria media

Stellaria media là loài thực vật có hoa thuộc họ Cẩm chướng. Loài này được (L.) Vill. miêu tả khoa học đầu tiên năm 1789.